# Maleye N'Doye
Maleye N'Doye (Dakar, 19 agosto 1980) è un allenatore di pallacanestro ed ex cestista senegalese.

## Carriera
Con il Senegal ha disputato due edizioni dei Campionati mondiali (2006, 2014) e otto dei Campionati africani (2003, 2005, 2007, 2009, 2011, 2013).

## Palmarès

### Club
- Coppa di Francia: 3

Digione: 2006
Le Mans: 2008-09
Paris-Levallois: 2012-13
- Semaine des As: 1

Le Mans: 2009
- Match des Champions: 2

Digione: 2006
Paris-Levallois: 2013
- NLB: 1

Nyon: 2018-19

### Individuale
- MVP NLB: 1

2018-19
- Top scorer "La Mobilière" Swiss Basketball League: 1

2020-2021